# 热传导
热传导，是指在物体内部或相互接触的物体表面之间，由于分子、原子及自由电子等微观粒子的热运动，而产生的热量传递现象，是热能从高温向低温部分转移的过程，是一个分子向另一个分子传递振动能的结果。各种材料的热传导性能不同，传导性能好的，如金属，还包括了自由电子的移动，所以传热速度快，可以做热交换器材料，而金屬傳導能力依次爲銀＞銅＞金＞鋁；传导性能不好的，如石棉，可以做热绝缘材料。

## 一维稳态导热
在工业和日常生活中，大平壁的导热是最简单、最常见的导热问题，例如通过炉墙以及房屋墙壁的导热等。当平壁两表面分别维持均匀恒定的温度时，可以近似地认为平壁内的温度只沿着垂直于壁面的方向发生变化，并且不随时间而变，热量也只沿着垂直于壁面的方向传递，如图1所示，这样的导热称为一维稳态导热。

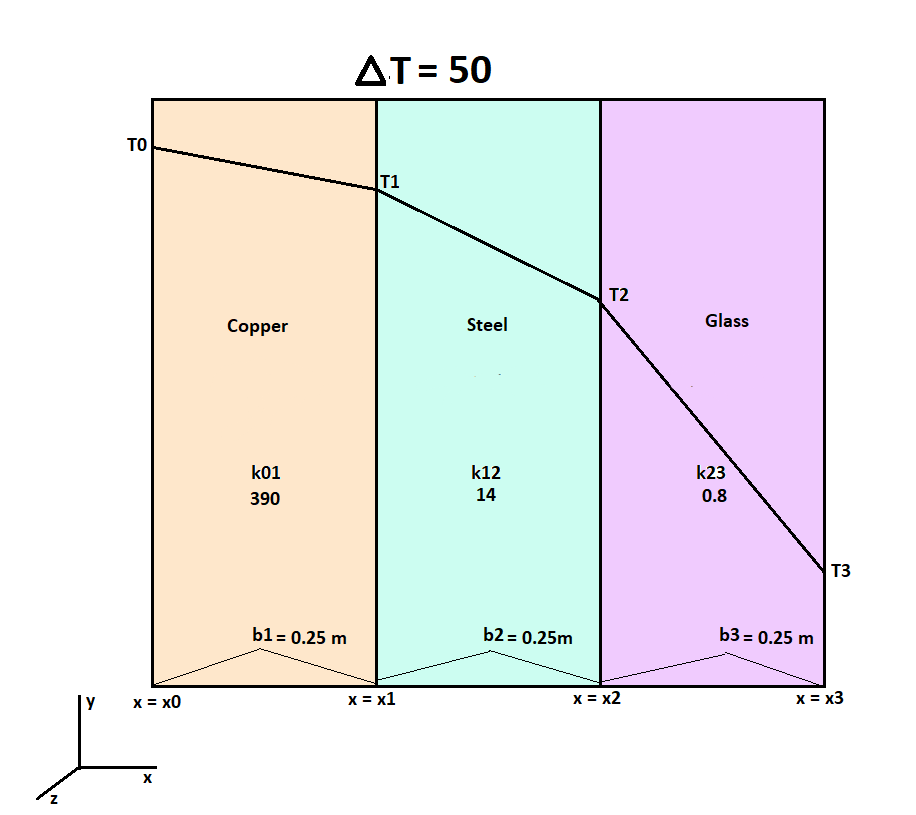
三层平壁的稳态导热

## 傅立叶定律
热传导定律，也称为傅立叶定律，描述了热量在介质中的传导规律。其形式与电传导欧姆定律相似。
傅立叶定律可以以两种形式表述：微分形式关注于局部的能量传导率，而积分形式则关注于流入和流出整体一部分介质的能量。

### 微分形式
傅立叶定律的微分形式表明了热通量密度正比于热导率乘以负的温度梯度。热通量密度是单位时间内流过单位面积的热量。
{\displaystyle {\overrightarrow {q}}=-k{\nabla }T}
这里（使用国际单位制）：
{\displaystyle {\overrightarrow {q}}} 是热通量密度，单位W·m−2，
{\displaystyle {\big .}k{\big .}} 是这种材料的热导率，单位W·m−1·K−1，
{\displaystyle {\big .}\nabla T{\big .}} 是温度梯度，单位K·m−1。
热导k通常情况下都被当作是常数，但是实际情况是，k的值会随温度而变化。然而在很大的温度范围内，k的变化都可忽略不计。在各向异性介质中，热导率显著地随方向而变化，这时k是一个二阶张量。在非均匀介质中，k与空间位置有关。
在许多情况下，当我们只需考虑一个方向上的热传递（比如x方向）时，可用一维傅立叶定律：
{\displaystyle q_{x}=-k{\frac {dT}{dx}}}

### 积分形式
通过在部分介质表面S上对微分式进行积分，我们得到了傅立叶定律的积分形式：
{\displaystyle P={\frac {\partial Q}{\partial t}}=-k\oint _{S}{{\overrightarrow {\nabla }}T\cdot \,{\overrightarrow {dA}}}}
这里（使用国际单位制）：
- {\displaystyle {\big .}P={\frac {\partial Q}{\partial t}}{\big .}} 是热传导功率，即单位时间通过面积S的热量，单位W，而
- {\displaystyle {\overrightarrow {dA}}} 是面元矢量，单位m2。

当我们所研究的介质是一段两端温度恒定、均匀的一维介质时，积分得到的热传导功率为：
{\displaystyle {\big .}P={\frac {\Delta Q}{\Delta t}}=-kA{\frac {\Delta T}{\Delta x}}}
这里
A 是介质的截面积，
{\displaystyle \Delta T} 是两端温差，
{\displaystyle \Delta x} 是两端距离。
这一定律是热传导方程式的基础。

## 热导
类比于电导，我们可以定义热导U（单位W/K）：
{\displaystyle {\big .}U={\frac {kA}{\Delta x}},\quad }
这样傅立叶定律可以写为
{\displaystyle {\big .}P={\frac {\Delta Q}{\Delta t}}=U\,(-\Delta T).}
热导的倒数是热阻：
{\displaystyle {\big .}R={\frac {1}{U}}={\frac {\Delta x}{kA}}={\frac {-\Delta T}{P}}.}
对于由多层不同热阻组成的介质，其总热阻为各层热阻之和，因为通过每层的热传递功率都是相同的。因而总热导与各层热导满足：
{\displaystyle {\big .}{\frac {1}{U}}={\frac {1}{U_{1}}}+{\frac {1}{U_{2}}}+{\frac {1}{U_{3}}}+\cdots }
所以对于多层介质：
{\displaystyle {\big .}P={\frac {\Delta Q}{\Delta t}}={\frac {A\,(-\Delta T)}{{\frac {\Delta x_{1}}{k_{1}}}+{\frac {\Delta x_{2}}{k_{2}}}+{\frac {\Delta x_{3}}{k_{3}}}+\cdots }}.}
对于隔着夹层的两种流体之间的热传递，有时必须要考虑到附着与夹层上的流体薄膜的热阻，由于其性质与湍流和粘滞等复杂情况有关，这一流体薄膜非常难于界定。但是当我们考虑薄高热导夹层时，这一影响因素还是很重要的。

## 化工方面的應用
几乎各种化学工业都有热交换过程，需要热交换器，而根据热传导的方式和工艺要求，设计各种热交换器。